# San Quentin State Prison

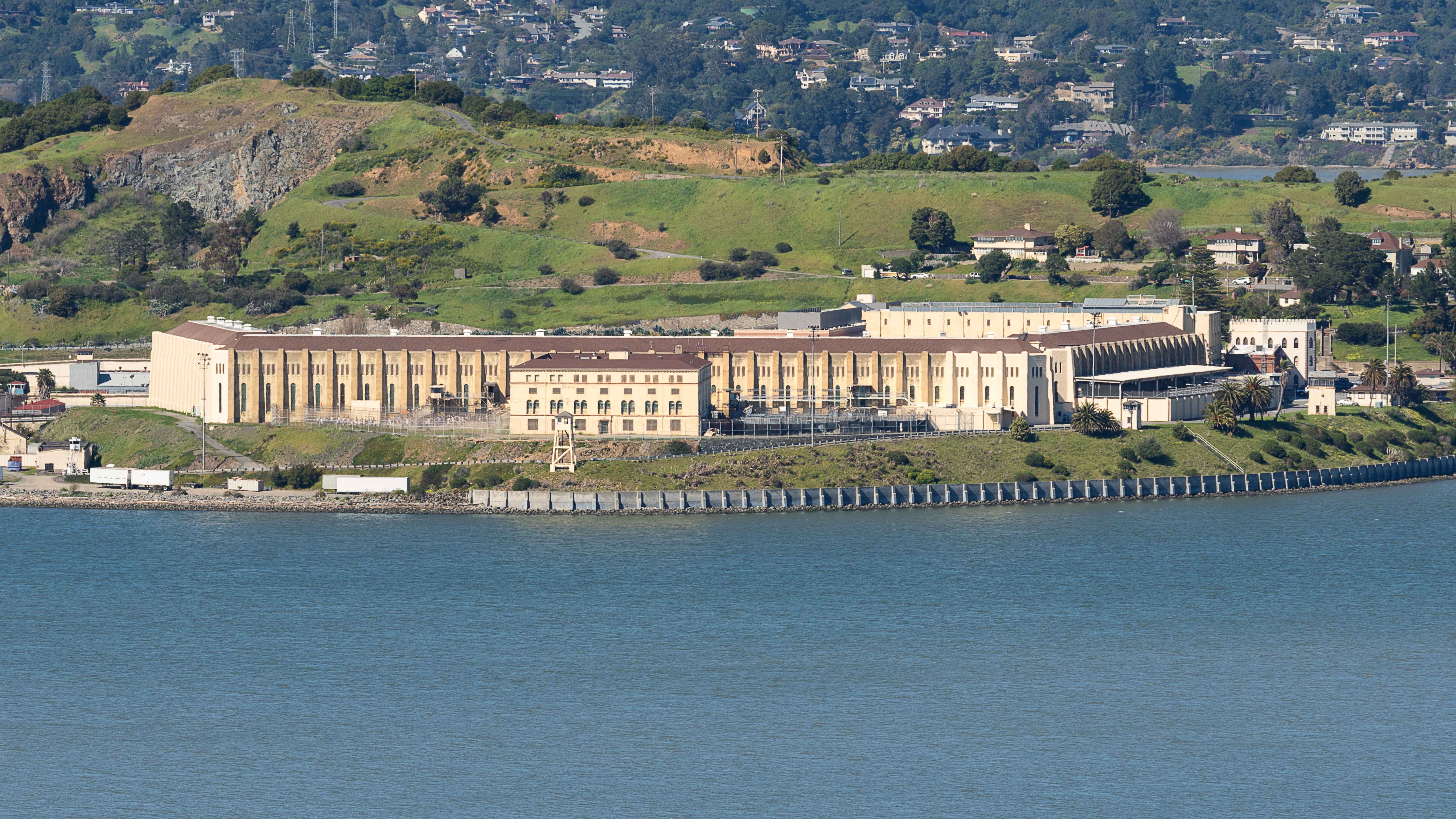
Das kalifornische Staatsgefängnis San Quentin

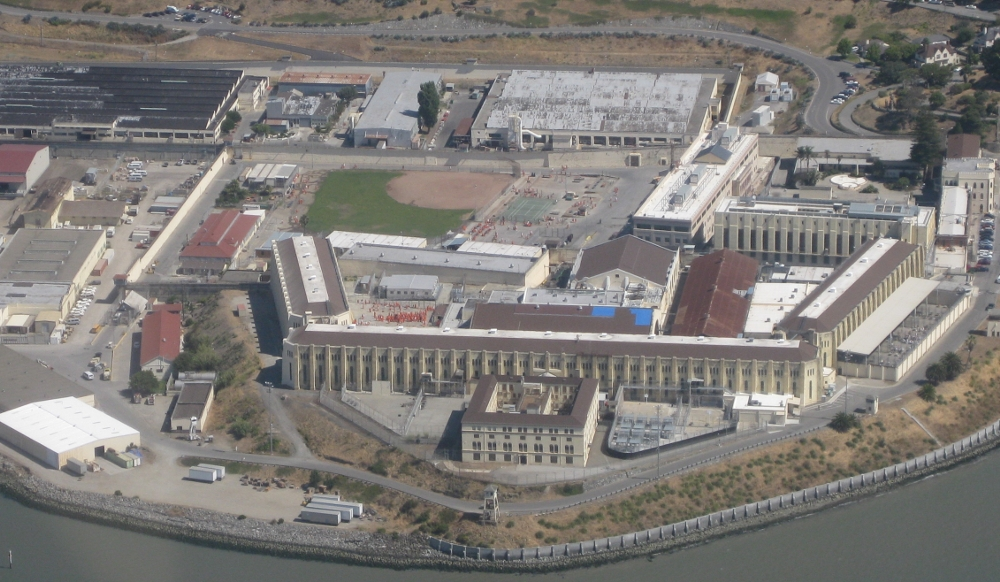
Luftaufnahme des Gefängnisgeländes

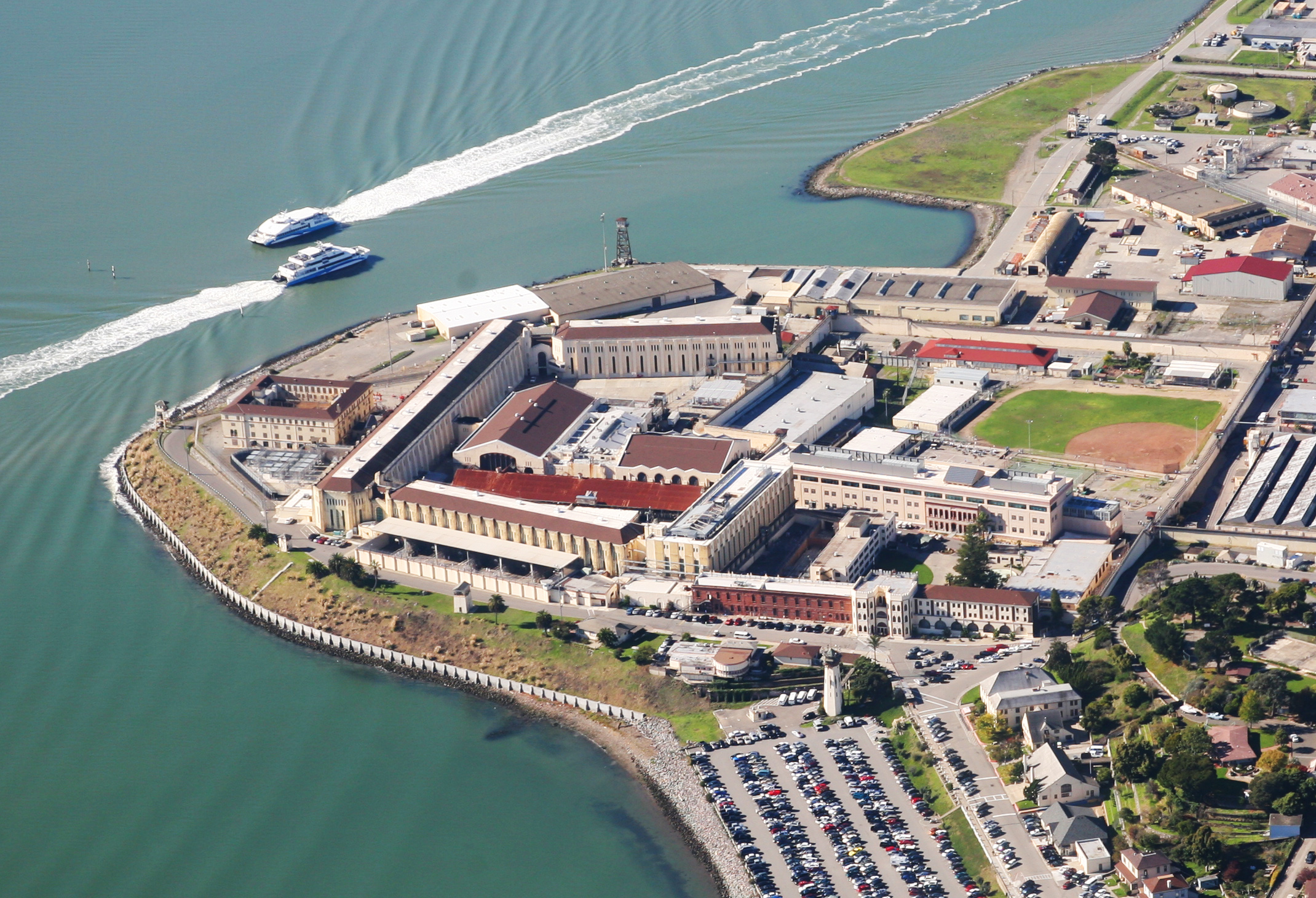
Luftaufnahme aus einer anderen Perspektive

San Quentin State Prison ist das älteste Gefängnis im US-Bundesstaat Kalifornien. Es wurde im Juli 1852 in Marin County in Betrieb genommen und erstreckt sich über eine Fläche von 1,7 Quadratkilometern. San Quentin beherbergte sowohl männliche als auch weibliche Insassen, bis 1933 das Gefängnis California Correctional Institution in Tehachapi gebaut wurde.
Insbesondere durch die chronische Überfüllung des für 3317 Insassen konzipierten Gefängnisses gilt es als eines der brutalsten Gefängnisse Kaliforniens. Weltweites Aufsehen erregten die hier bis zur Aussetzung der Todesstrafe im Jahr 2006 durchgeführten Hinrichtungen. Sie erfolgten seit 1996 nicht mehr durch Gas, sondern durch Giftinjektion.

## Todesstrafe in San Quentin

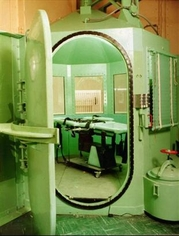
Die Gaskammer, umgebaut für Hinrichtungen mit der Giftspritze

Bis 1937 wurden in San Quentin 215 Personen durch Hängen hingerichtet; in der Gaskammer starben 196 Menschen, bis die Hinrichtung mittels Gas 1995 als „grausame und ungewöhnliche“ Bestrafung abgeschafft wurde. Die zuletzt verwendete Hinrichtungsmethode war die Giftspritze, mit der zwischen 1996 und 2006 elf Personen exekutiert wurden.
Seit 2006 werden keine Hinrichtungen mehr durchgeführt. Im November 2018 wurden zwei Häftlinge, Andrew Urdiales und Virendra Govin, tot aufgefunden; Selbstmord wird als Ursache angenommen.

### Namhafte Exekutierte
- Gordon Northcott (1906–1930)
- Louise Peete (1880–1947)
- Billy Cook (1928–1952)
- Barbara Graham (1923–1955)
- Harvey Murray Glatman (1927–1959)
- Caryl Chessman (1921–1960)
- William Bonin (1947–1996)
- Stanley „Tookie“ Williams (1953–2005)
- Clarence Ray Allen (1930–2006)

## Kolumne aus San Quentin
Ein Insasse des San Quentin State Prison namens Dean Carter schreibt in regelmäßigen Abständen über seinen Alltag in der Todeszelle. Die Website, über die seine Kolumnen mit Hilfe einer ihm bekannten Person veröffentlicht werden, nennt sich Deadman Talking.

## Aryan Brotherhood
Die rassistische, neonazistische US-amerikanische Gang Aryan Brotherhood wurde im Jahr 1967 im San Quentin State Prison gegründet.

## Musiker in San Quentin
- Der Countrysänger Merle Haggard verbrachte wegen Einbruchs drei Jahre in San Quentin, wo er im Januar 1958 Johnny Cash bei einem Konzert für die Insassen des Zuchthauses live auf der Bühne sah. Zutiefst beeindruckt von Cash und seiner Musik startete Haggard im Anschluss an die Haftstrafe seine Musikerkarriere.
- Am 24. Februar 1969 wurde vom britischen Fernsehsender „Granada Television“ ein Konzert von Johnny Cash aufgezeichnet, bei dem auch Interviews mit Gefangenen und Aufsehern gezeigt werden. Das dazugehörige Album At San Quentin erreichte Platz 1 der US-amerikanischen Country- und Pop-Charts.
- Am 25. Mai 1990 gab B. B. King ein Konzert für die Inhaftierten, welches aufgenommen wurde und 1990 bei den 33rd Annual Grammy Awards in der Kategorie Best Traditional Blues Recording eine Auszeichnung erhielt (Live At San Quentin).[5][6][7]
- Am 30. Mai 2003 drehte die Band Metallica im Gefängnis ein Video zu ihrem Song „St. Anger“, dabei ist die Band unter anderem mit einigen Inhaftierten im Gefängnishof zu sehen. Es folgte ein Open-Air-Konzert der Band für die Gefangenen.

## Hollywood in San Quentin,  San Quentin in Film und Musik
Mehrere amerikanische Filme nehmen Bezug auf San Quentin oder spielen dort. Zwei Filme haben den Namen auch im Titel: San Quentin (1937) von  Lloyd Bacon und ein Film aus dem Jahre 1946 von Gordon Douglas mit Lawrence Tierney und Barton MacLane.
Im Jahr 1993 erschien der Film Blood In, Blood Out von Taylor Hackford, der überwiegend im Gefängnis San Quentin spielt und sich mit der Problematik der Bandenkriege in San Quentin beschäftigt.
In dem Song San Quentin von Nickelback, der im September 2022 erschien, erzählt die Rockband von einem Häftling, der den Versuch unternimmt, aus dem San Quentin Gefängnis auszubrechen.

## Weitere ehemalige / bekannte Insassen
- David Carpenter (* 1930), Serienmörder, ältester zum Tode verurteilter Insasse dort.[9]
- Eldridge Cleaver (1935–1998), Schriftsteller und Mitbegründer der Black Panther Party
- George Jackson (1941–1971), Black-Panther-Aktivist († 1971 bei Fluchtversuch)
- Paul Kelly (1899–1956), Schauspieler (zwischen 1927 und 1929)
- Charles Manson (1934–2017), Sektenführer, Mörder († 2017 als Häftling in Bakersfield, Kalifornien)
- Richard Ramírez (1960–2013), Serienmörder († 2013 als Häftling)
- Randy Steven Kraft (* 1945), Serienmörder
- Hans Reiser (* 1963), ehemaliger Insasse, Entwickler des Dateisystems ReiserFS
- Danny Trejo (* 1944), amerikanischer Schauspieler
- Christian Gerhartsreiter (* 1961), deutscher Hochstapler und verurteilter Mörder

## Dokumentationen
- Louis Theroux: Behind Bars. In: BBC Exklusiv, 2008, 43 Minuten, von Louis Theroux.